# Oxysychus magnicollis
Oxysychus magnicollis är en stekelart som beskrevs av Graham 1996. Oxysychus magnicollis ingår i släktet Oxysychus och familjen puppglanssteklar.
Artens utbredningsområde är Frankrike. Inga underarter finns listade i Catalogue of Life.